# オグン州

オグン州
州の愛称: 玄関州

オグン州 (オグンしゅう、Ogun State) は、ナイジェリア南西部の州。ラゴス州の北に位置し、北にオヨ州及びオスン州、東にオンド州、西にベナン共和国と接する。州都及び最大都市はアベオクタ。1976年に当時の西部州がオグン州とオヨ州及びオンド州に分割されて設置された。
オグン州には連邦大学であるアベオクタ農業大学と2つの州立大学オラビシ・オナバンジョ大学とタイ・ソラリン教育大学 (TASUED) がある。認可大学が合わせて9つあり、ナイジェリア最多である。5つは私立大学でバブコック大学はナイジェリアで最初のものである。
オグン州にはアベオクタに連邦医療センターとサガムにオラビシ・オナバンジョ大学付属病院の2つの大きな公立病院がある。
主な都市はイジェブ・オデ、サガム、イジェブ・イグボなどである。2003年5月29日以降の知事はオトゥンバ・グベンガ・ダニエル。主要民族はヨルバ族でサブグループとしてアウォリ、エグバ、イェワ、イジェブ、レモがある。

## 行政区分
オグン州には20の地方行政区 (LGA) が置かれている。
| - 北アベオクタ - 南アベオクタ - アド＝オド/オタ - 北イェワ - 南イェワ - エウォコロ - イフォ | - 西イジェブ - 北イジェブ - 北西イジェブ - イジェブ・オデ - イケンネ - イメコ・アフォン - イポキア | - オバフェミ・オウォデ - オドグボル - オデダ - オグン臨海地区 - 北レモ - サガム |

## 著名人
- オバフェミ・アウォロウォ(Obáfẹ́mi Awólọ́wọ̀)(1909年～1987年)：ヨルバ族。西部州首相(1959年～1960年)。
- ウォーレ・ショインカ(Wọlé Sóyinká)(1934年～)：ヨルバ族。詩人・劇作家。アフリカ人初のノーベル文学賞(1986年)。代表作：「死と王の先導者」。
- オルシェグン・オバサンジョ(Oluṣẹgun Matthew Okikiọla Arẹmu Ọbasanjọ)(1937年～)：ヨルバ族。キリスト教徒。第3代軍事評議会副議長(1975年～1976年)。第5代大統領(1976年～1979年)。第2代西アフリカ諸国経済共同体議長(1978年～1979年)。第12代大統領(1999年～2007年)。第3代イギリス連邦首脳会議議長(2003年～2005年)。第3代アフリカ連合総会議長(2004年～2006年)。
- フェラ・クティ(Fela Anikulapo Kuti)(1938年～1997年)：ミュージシャン、黒人解放運動家。アフロビートの創始者。

## 大学
- アベオクタ農業大学
- カヴナント大学 - オタ
- ベル工科大学 - オタ
- オラビシ・オナバンジョ大学 - アゴ・イウォイェ
- 万民の救い大学
- バブコック大学 - イリサン・レモ
- タイ・ソラリン教育大学 - イジェブ・オデ
- クロフォード大学 - イグベサ
- アデトクンボ大学 - サガム
- クレセント大学 - アベオクタ

## 産業
オタには、日本の本田技研工業の合弁会社、ホンダ・マニュファクチュアリング・ナイジェリア・リミテッドの工場が存在する。